# Yohan Benalouane
Yohan Benalouane (ur. 28 marca 1987) – tunezyjski piłkarz francuskiego pochodzenia występujący na pozycji obrońcy. Były reprezentant Francji do lat 21.

## Kariera
Urodzony w 1987 roku w Bagnols-sur-Cèze, Benalouane od początku kariery był związany z klubem AS Saint-Étienne, gdzie zaczynał występy od drużyn juniorskich. Debiut w drużynie seniorów zaliczył 12 stycznia 2008 roku w meczu przeciwko Valenciennes FC. Od początku sezonu 2008/2009 występował jako gracz podstawowego składu. Łącznie zaliczył 66 występów w ligowych w barwach Les Verts, w których zdobył dwie bramki. Zawodnik występował również w 9 spotkaniach w ramach Pucharu UEFA, gdzie także zaliczył jedno trafienie. 31 sierpnia podpisał kontrakt z AC Cesena, a Saint-Étienne dostał za zawodnika milion euro. Klub AC Cesena zdecydował się wypożyczyć piłkarza do Parmy.